# Čiflak (Orahovac)
Pour l’article homonyme, voir Čiflak (Vitina).
Çifllak en albanais et Čiflak en serbe latin (en serbe cyrillique : Чифлак) est une localité du Kosovo située dans la commune/municipalité de Rahovec/Orahovac et dans le district de Prizren/Prizren. Selon le recensement kosovar de 2011, elle compte 1 292 habitants.
Selon le découpage administratif du Kosovo, la localité fait partie du district de Gjakovë/Đakovica.

## Histoire
Sur le territoire du village se trouvent les ruines de thermes romains remontant aux Ier-IVe siècles ; elles sont proposées pour une inscription sur la liste des monuments culturels du Kosovo.

## Démographie

### Évolution historique de la population dans la localité
| 1948 | 1953 | 1961 | 1971 | 1981 | 1991  | 2011  |
| ---- | ---- | ---- | ---- | ---- | ----- | ----- |
| 187  | 386  | 435  | 541  | 872  | 1 158 | 1 292 |

|  |

### Répartition de la population par nationalités (2011)
En 2011, les Albanais représentaient 96,74 % de la population et les Égyptiens 2,86 %.